# محمد شاقوري
 محمد شاقوري: من مواليد 21 مايو عام 1986 في أرلس، فرنسا، هو لاعب كرة قدم فرنسي من أصل جزائري يلعب حاليا لريال تشارليروا البلجيكي في دوري الدرجة الأولى البلجيكي.

## وصلات خارجية
- محمد شاقوري على موقع رابطة كرة القدم الفرنسية للمحترفين (الإنجليزية)
- محمد شاقوري على موقع قاعدة بيانات كرة القدم.إي يو (الإنجليزية)
- محمد شاقوري على موقع Soccerway.com (الإنجليزية)

- البطاقة الشخصية
- في حوار حصري لـ الجزائر نيوز